# Tubalismo
El tubalismo es una teoría de origen medieval, muy extendida por toda España y actualmente refutada, que afirma que los pueblos hispanos, y de modo singular los vascos, tienen su origen en los descendientes de Tubal, nieto de Noé.
Se trata de un antecedente a las teorías vascoiberistas. En su vertiente más pura, autores como Jorge María Ribero Meneses siguen defendiendo esta posición. Tubal habría sido el primer monarca ibérico, fundador de ciudades como Tafalla y Tudela en Navarra. El lexicógrafo hebreo Wilhelm Gesenius que vivió en el siglo XIX también creía que los descendientes de Tubal fundaron varias ciudades no solamente en Occidente sino también en el Cáucaso. Estos autores se basan en el análisis de las toponimias y epónimos de estas zonas. Algunos cristianos fundamentalistas estadounidenses también adoptaron esta teoría y forma parte de su esquema escatológico dispensacional para el fin de los tiempos; ven al Tubal asiático aliado a Rusia (Magog) en una invasión a Israel en el fin de los tiempos, interpretando el capítulo 38 del  Libro de Ezequiel.
En Siberia también se constata historiografía "tubalita" de sus orígenes, donde algunos advierten su capital histórica Tobolsk y su principal río, Tobol, como de toponimia de Tubal (en idioma tártaro es Tubil) ya que sus primeros habitantes serían descendientes de Tubal.